# Solar Ultraviolet Magnetograph Investigation
Solar Ultraviolet Magnetograph Investigation (SUMI) – urządzenie opracowane w NASA, zaprojektowane w celu pomiarów póla magnetycznego w warstwie przejściowej Słońca pomiędzy chromosferą a koroną.
Rakieta suborbitalna Black Brant IX (NASA 36.213NS), wynosząca aparaturę SUMI, poleciała na wysokość 246 km 30 lipca 2010 o godzinie 18:18 UTC. Ładunek po przeprowadzeniu eksperymentu opadł na spadochronie na ziemię, po czym zabrany został do laboratorium w celu dokonania analizy otrzymanych danych. Jak się okazało, przeciążenia podczas lotu były większe niż się spodziewano i zerwaniu uległy śruby podtrzymujące główne zwierciadło, wskutek czego instrument nie mógł zebrać dokładnych danych.
Drugi start urządzenia odbył się 5 lipca 2012 również przy użyciu rakiety Black Brant IX. Lot trwał około 8 minut. Wstępne wyniki wskazują, że tym razem uzyskane dane są prawidłowe. Oba starty przeprowadzono z poligonu White Sands Missile Range w stanie Nowy Meksyk.